# Notariat Eppingen
Das Notariat Eppingen war seit dem 19. Jahrhundert ein Notariat nach badischem Recht und wurde ab 1. Juli 1974 ein Notariat nach württembergischem Recht.
Bis Juni 1974 gab es in Eppingen ein staatliches Notariat nach badischem Recht. Daneben bestand ein städtisches Grundbuchamt. Das städtische Grundbuchamt war im Rathaus und das Notariat im Obergeschoss des Amtsgerichtes an der Kaiserstraße 1 untergebracht. Im Rahmen der Kreisreform 1973 wurde das badische Notariat Eppingen zum 30. Juni 1974 aufgelöst und ein Notariat nach württembergischem Recht eingerichtet. Für Eppingen, Gemmingen und Ittlingen gilt seit dem 1. Juli 1974 das württembergische Notariatsrecht.

## Aufgaben
Die Aufgaben der badischen und württembergischen Notariate sind bei der notariellen Beurkundung, bei der Testamentsverwahrung und als Nachlassgericht gleich. Unterschiede bestehen jedoch in folgenden Punkten:
1. Das Grundbuch wurde früher von der Stadt geführt. Alle Aufgaben des städtischen Grundbuchamtes sind jetzt auf die Landesbehörde Notariat übergegangen. 
2. Die Vormundschaften und Pflegschaften wurden früher vom Amtsgericht angeordnet und überwacht. Aufgaben des Vormundschaftsgerichts sind, soweit es sich um vermögensrechtliche Angelegenheiten handelt, auf das Notariat übergegangen. 
3. Die Räume für das Notariat werden im badischen Rechtsgebiet vom Land gestellt. Diese Aufgabe ist nun auf die Stadt übergegangen. Sie erhält dafür einen Zuschuss vom Land.

## Dienstgebäude
Von 1974 bis 1978 verblieb das Notariat im ehemaligen Amtsgerichtsgebäude, und seit Anfang 1979 hatte das Notariat im Rathaus seinen Sitz. Einige Jahre später zog es in die Kleinbrückentorstraße 12 um.